# Virgilijus Alekna
Virgilijus Alekna (Terpeikiai, 13 de febrero de 1972) es un atleta lituano. Ganó dos medallas de oro en las Olimpiadas, ambas en lanzamiento de disco, la primera fue en los Juegos Olímpicos de Sídney 2000 y la segunda en los Juegos Olímpicos de Atenas 2004, donde realiza un lanzamiento de 69.89 metros con el cual se adjudicó el récord olímpico en la prueba durante 20 años, record que fue roto por su hijo Mykolas Alekna y luego por el jamaiquino Rojé Stona durante los Juegos Olímpicos de París 2024. En 2007, fue nombrado como campeón por deporte, por la Unesco. Su récord personal es de 73,88 metros, superado solo por el récord del mundo (74,08 m de Jürgen Schult). 
Con una altura de 2,00 metros, Alekna tiene una envergadura anormalmente larga, mide 2,22 metros, que le ayuda en su lanzamiento. Puede tocar con los dedos de las manos las ventanas a ambos lados de un autobús simultáneamente.
En 2007 Campeonato Mundial Virgilijus Alekna compitió con una lesión, que sufrió el 20 de agosto. El atleta compitió por primera vez sólo en el Campeonato Mundial para la calificación el 28 de agosto y, como consecuencia, sufrió una derrota, que rompió una racha de 37 victorias en los últimos dos años.
Alekna se le adjudicó el título de Atleta del Año de 2000 por "Track and Field News". También se le otorgó la Orden del lituano Gran Duque Gediminas del gobierno de Lituania. Desde 1995 ha servido como cuerpo de guardia del primer ministro lituano.
Está casado con la ex saltadora de longitud Kristina Sablovskytė-Aleknienė y tiene dos hijos - Martynas y Mykolas.

## Carrera política
En mayo de 2016, participó en las elecciones parlamentarias de octubre siguiente en la lista electoral del opositor Movimiento Liberal, sin afiliarse al partido. Perdió la segunda vuelta en el distrito electoral uninominal de Naujamiestis, pero fue elegido a través de la lista electoral del partido, donde ocupó el segundo lugar.

## Palmarés
| Resultados en grandes competiciones | Resultados en grandes competiciones | Resultados en grandes competiciones | Resultados en grandes competiciones |
| Año                                 | Competición                         | Puesto                              | Distancia (metros)                  |
| ----------------------------------- | ----------------------------------- | ----------------------------------- | ----------------------------------- |
| 1994                                | Campeonato de Europa                | 17                                  | 56.38                               |
| 1995                                | Campeonato del Mundo                | 19                                  | 59.20                               |
| 1996                                | Juegos Olímpicos                    | 5                                   | 65.30                               |
| 1997                                | Campeonato del Mundo                | 2                                   | 66.70                               |
| 1998                                | Campeonato de Europa                | 3                                   | 66.46                               |
| 1999                                | Campeonato del Mundo                | 4                                   | 67.53                               |
| 2000                                | Juegos Olímpicos                    | 1                                   | 69.30                               |
| 2001                                | Campeonato del Mundo                | 2                                   | 69.40                               |
| 2002                                | Campeonato de Europa                | 2                                   | 66.62                               |
| 2003                                | Campeonato del Mundo                | 1                                   | 69.69                               |
| 2003                                | Final mundial de Atletismo IAAF     | 1                                   | 68.30                               |
| 2004                                | Juegos Olímpicos                    | 1                                   | 69.89                               |
| 2004                                | Final mundial de Atletismo IAAF     | 4                                   | 63.64                               |
| 2005                                | Campeonato del Mundo                | 1                                   | 70.17                               |
| 2005                                | Final mundial de Atletismo IAAF     | 1                                   | 67.64                               |
| 2006                                | Campeonato de Europa                | 1                                   | 68.67                               |
| 2006                                | Final mundial de Atletismo IAAF     | 1                                   | 68.63                               |
| 2007                                | Campeonato del Mundo                | 4                                   | 65.24                               |